# Vaidei (okręg Gorj)
Vaidei – wieś w Rumunii, w okręgu Gorj, w gminie Stănești. W 2011 roku liczyła 72 mieszkańców.